# Simon-Edme Monnel
Simon-Edme Monnel, né le 27 octobre 1747 à Bricon et décédé le 30 novembre 1822 à Constance, est un prêtre catholique et un homme politique de la Révolution française. 

## Biographie

### Mandat à la Constituante
En mai 1789, Simon-Edme Monnel, alors curé de Valdelancourt, est élu représentant du clergé pour le bailliage de Chaumont-en-Bassigny aux États-généraux. 
Il siège à gauche dans l'Assemblée nationale constituante. En mai 1791, il vote en faveur du rattachement du Comtat Venaissin à la France, et en faveur de l'égalité entre les hommes blancs et les hommes libres de couleur. 

### Mandat à la Convention
La monarchie prend fin à l'issue de la journée du 10 août 1792 : les bataillons de fédérés bretons et marseillais et les insurgés des faubourgs de Paris prennent le palais des Tuileries. Louis XVI est destitué et incarcéré avec sa famille à la tour du Temple.
En septembre, Simon-Edme Monnel est élu député du département de la Haute-Marne, le deuxième sur sept, à la Convention nationale.
Il siège sur les bancs de la Montagne. Lors du procès de Louis XVI, il vote la mort et rejette l'appel au peuple et le sursis à l'exécution. En avril 1793, il vote contre la mise en accusation de Jean-Paul Marat. En mai, il vote contre le rétablissement de la Commission des Douze. En brumaire an II (novembre 1793), il dénonce Marc-Antoine Bernard, député des Bouches-du-Rhône et remplaçant de Charles Barbaroux, pour fédéralisme. En ventôse an II (mars 1794), aux côtés de François Bézard et de Jean-Lambert Tallien, il est élu secrétaire sous la présidence de Philippe Rhül.
Non réélu en 1795, Monnel fait partie des sept anciens conventionnels appelés à siéger au Conseil des Cinq-Cents en 1796, mais le Conseil des Anciens rejette cette nomination. 
Il retourne alors dans sa région natale, et devient au moment du Concordat de 1801 le curé de Villiers-le-Sec. Lors des Cent-Jours en 1815, il signe l'Acte additionnel, ce qui lui vaut d'être condamné à l'exil par la loi du 12 janvier 1816. 
Monnel est contraint à l'exil et s'installe à Constance, alors dans le Grand-Duché de Bade. Il survit grâce à une pension que lui adresse sa famille. En 1819, ses anciens paroissiens envoient au roi Louis XVIII une pétition demandant son retour, mais ils ne sont pas entendus.
Il meurt trois ans plus tard, après s'être repenti de son régicide[réf. nécessaire].

## Publications
- Nouvelle défense de la constitution civile du clergé contre les auteurs de l'exposition des principes...

- Réponse à "L'exposition des principes sur la constitution civile du clergé, par les évêques députés à l'Assemblée nationale"

### Source
- « Simon-Edme Monnel », dans Adolphe Robert et Gaston Cougny, Dictionnaire des parlementaires français, Edgar Bourloton, 1889-1891 [détail de l’édition]